# Albert Adomah
Albert Danquah Adomah (Lambeth, 13 december 1987) is een Ghanees voetballer die doorgaans als vleugelspeler speelt. Hij verruilde Middlesbrough in augustus 2016 voor Aston Villa. Adomah debuteerde in 2011 in het Ghanees voetbalelftal.

## Clubcarrière
Adomah verliet in 2005 Old Meadonians om voor Harrow Borough in de Isthmian League te voetballen. Hij combineerde voetbal met zijn studies. In januari 2008 tekende Adomah bij Barnet, dat in de League Two uitkomt. Hij scoorde bij zijn debuut op 30 januari 2008 tegen Hereford United. In 2,5 seizoenen speelde hij 112 wedstrijden voor Barnet. Op 1 juli 2010 tekende hij een driejarig contract bij Bristol City. Hij debuteerde tegen Millwall. Zijn eerste doelpunt voor Bristol City scoorde hij in een 3-3 gelijkspel tegen Barnsley. Enkele dagen nadat hij een nieuw driejarig contract tekende dat hem tot 2014 aan de club verbond, werd hij door de club uitgeroepen tot beste speler van het seizoen. Op  6 augustus 2013 tekende Adomah een contract bij Middlesbrough, met die club promoveerde hij in 2016 van de Championship naar de Premier League.

## Statistieken
| Seizoen | Club              | Land     | Competitie                | Wed. | Doelp. |
| ------- | ----------------- | -------- | ------------------------- | ---- | ------ |
| 2005/06 | Harrow Borough FC | Engeland | Isthmian Premier Division | 2    | 0      |
| 2006/07 | Harrow Borough FC | Engeland | Isthmian Premier Division | 42   | 8      |
| 2007/08 | Harrow Borough FC | Engeland | Isthmian Premier Division | 25   | 6      |
| 2007/08 | Barnet FC         | Engeland | League Two                | 22   | 5      |
| 2008/09 | Barnet FC         | Engeland | League Two                | 45   | 9      |
| 2009/10 | Barnet FC         | Engeland | League Two                | 45   | 5      |
| 2010/11 | Bristol City FC   | Engeland | Championship              | 46   | 5      |
| 2011/12 | Bristol City FC   | Engeland | Championship              | 45   | 5      |
| 2012/13 | Bristol City FC   | Engeland | Championship              | 40   | 7      |
| 2013/14 | Middlesbrough FC  | Engeland | Championship              | 42   | 12     |
| 2014/15 | Middlesbrough FC  | Engeland | Championship              | 46   | 6      |
| 2015/16 | Middlesbrough FC  | Engeland | Championship              | 43   | 6      |
| 2016/17 | Middlesbrough FC  | Engeland | Premier League            | 2    | 0      |
| 2016/17 | Aston Villa       | Engeland | Championship              | 38   | 3      |
| 2017/18 | Aston Villa       | Engeland | Championship              | 42   | 14     |
| 2018/19 | Aston Villa       | Engeland | Championship              | 13   | 0      |
| Totaal  | Totaal            | Totaal   | Totaal                    | 538  | 91     |

## Interlandcarrière
Op 5 september 2011 debuteerde Adomah in het Ghanees voetbalelftal, in een vriendschappelijke wedstrijd tegen Brazilië op Craven Cottage. Met Ghana nam hij deel aan de Afrika Cup 2013 in Zuid-Afrika.
1 Dieng ·
2 Kakay ·
3 Wallace ·
4 Dickie ·
5 De Wijs ·
6 Barbet ·
7 Johansen  ·
8 Amos ·
9 Dykes ·
10 Chair ·
11 Austin ·
12 Ball ·
13 Archer ·
14 Thomas ·
15 Field ·
16 McCallum ·
17 Dozzell ·
19 Gray ·
20 Dunne ·
21 Willock ·
22 Odubajo ·
32 Walsh ·
33 Barnes ·
34 Duke-McKenna ·
37 Adomah ·
Coach: Warburton
1 Kwarasey ·
2 Opare ·
3 Gyan ·
4 Mensah ·
5 Sumaila ·
6 Muntari ·
7 Atsu ·
8 Essien ·
9 Boateng ·
10 A. Ayew ·
11 J. Ayew ·
12 Waris ·
13 Boye ·
14 Asamoah ·
15 Adomah ·
16 Badu ·
17 Mubarak ·
18 Acquah ·
19 Rabiu ·
20 Afful ·
21 Inkoom ·
22 Adams ·
23 Dauda ·
Coach: Appiah